# كريس كيلر
كريس كيلر (بالإنجليزية: Kris Keller)‏ هو لاعب كرة قاعدة أمريكي، ولد في 1 مارس 1978 في ويليامسبورت في الولايات المتحدة.

## وصلات خارجية
- كريس كيلر على موقع دوري كرة القاعدة الرئيسي (الإنجليزية)
- كريس كيلر على موقعبيزبول رفرنس.كوم (الدوري الرئيسي) (الإنجليزية)
- كريس كيلر على موقعبيزبول رفرنس.كوم (الدوري الثانوي) (الإنجليزية)
- كريس كيلر على موقع إي إس بي إن.كوم (أم.أل.بي) (الإنجليزية)
- كريس كيلر على موقع مشجعي الرسوم البيانية (الإنجليزية)